# Homalosilpha arcifera
Homalosilpha arcifera är en kackerlacksart som beskrevs av Bei-Bienko 1969. Homalosilpha arcifera ingår i släktet Homalosilpha och familjen storkackerlackor. Inga underarter finns listade i Catalogue of Life.